# Ronsdorf
Ronsdorf es un municipio en el sur de la ciudad Wuppertal de Alemania, perteneciente al land de Renania del Norte-Westfalia con aproximadamente 21.500 habitantes.

## Personajes ilustres
- Rudolf Carnap